# Бифуркация (анатомия)
Вижте пояснителната страница за други значения на Бифуркация.
Бифуркацията в анатомията означава раздвояване на орган. Като термини се срещат „бифуркация на трахеята“ и „синдром на аортната бифуркация“.
На други езици (например английски) терминът бифуркация се отнася и до раздвояването на езика, например при змиите (tongue bifurcation).